# Francisco Cerro
Francisco Cerro, né le 9 février 1988 à Santiago del Estero (Argentine), est un footballeur international argentin. Il évolue au poste de milieu de terrain au CA Aldosivi.

## Biographie

### En club
Francisco Cerro joue 24 matchs en Copa Libertadores. Il atteint les demi-finales de cette compétition en 2011 avec le club du Vélez Sarsfield.

### En équipe nationale
Il reçoit une sélection en équipe d'Argentine, le 21 novembre 2012, en amical contre le Brésil (victoire 2-1).